# 椰子溪 (佛罗里达州)
椰子溪（英語：Coconut Creek），是美国佛罗里达州布劳沃德县下属的一座城市。建立于1967年。面积约为30.5平方公里（约合11.8平方英里）。根据2010年美国人口普查，该市有人口52,909人。论人口在本州排行第49。